# Campo Sportivo Ezio Conti di Dogana
Il Campo Sportivo Ezio Conti  di Dogana è uno stadio calcistico della Repubblica di San Marino situato a Dogana nel castello di Serravalle, ha una lunghezza di 100 metri per una larghezza di 60.